# El Anatsui
El Anatsui, né à Anyako au Ghana le 4 février 1944,,,,, est un sculpteur qui vit et travaille au Nigéria.

## Biographie

### Jeunesse et débuts
El Anatsui naît à Anyako, dans la Région de la Volta du Ghana. Plus jeune des 32 enfants de son père, il perd sa mère et est élevé par son oncle. Sa langue maternelle est l'éwé.
Sa première expérience de l'art a été celle de dessiner des lettres sur le tableau. Il étudie les beaux-arts à l'université des sciences et technologies Kwame Nkrumah à Kumasi, dont il est diplômé en 1969. Il fait aussi partie du groupe Nsukka. Entre 1975 et 2000, il enseigne la sculpture à l'université de Nsukka au Nigeria.

### Carrière
La carrière d'Anatsui se développe progressivement, commençant dans le village de Nsukka, où il vit, avant de bifurquer vers des endroits tels qu'Enugu et Lagos, et finalement à l'international. En 1990, Anatsui tient sa première exposition de groupe importante au Studio Museum in Harlem, à New York. Il est également l'un des trois artistes distingués lors de l'exposition de 1990, « Contemporary African Artists: Changing Traditions » (Artistes africains contemporains: traditions changeantes), qui a été prolongée de cinq ans. La même année, il participe pour la première fois à la biennale de Venise. En 1992, El Anatsui est invité en tant qu'artiste au sommet de Rio. Il y produit sur place une sculpture monumentale, nommée Erosion, à base d'un tronc d'arbre qu'il couvre d'incisions (symboles Adinkra comportant des aphorismes ghanaens). Après trois semaines de travail, il utilise une tronçonneuse pour « attaquer l'œuvre ». Selon la curatrice Kathleen Bühler, citée par Samuel Schellenberg, c'est « une manière de rappeler qu'il faut des milliers d'années pour développer cultures et langages, mais qu'il suffit de quelques secondes pour tout détruire ».
En 1995, Anatsui tient sa première exposition individuelle hors d'Afrique à Londres. Il y exprime une variété de thèmes et démontre que l'art africain peut sortir du cadre de l'art africain traditionnel, en utilisant notamment des codes occidentaux.
À partir de cette époque, El Anatsui expose fréquemment dans le monde entier, notamment à la 8e Triennale de Sculpture d'Osaka en 1995, au musée national d'Art africain de la Smithsonian Institution (2001 puis 2008), au Centre de Cultura Contemporània de Barcelona la même année, à la biennale de Liverpool (en) (2002), à la biennale de Gwangju, en Corée du Sud (2004) et à la Hayward Gallery de Londres en 2005. La même année, El Anatsui présente ses œuvres au De Young Museum de San Francisco. C'est la première fois que l'une de ses œuvres est incluse dans la collection permanente d'un musée d'art majeur. Toujours en 2005, son exposition à la New York's Skoto Gallery, « Danudo », est la première où il présente ses feuilles de métal aux États-Unis ; Skoto Aghahowa y présente aussi les panneaux de bois d'El Anatsui aux côtés des dessins de Sol LeWitt. Cette exposition rend ses œuvres faites avec des capsules célèbres, aussi bien auprès du public que de la critique.
Anatsui est invité à la Biennale de Venise en 2006 et à nouveau en 2007, où il est chargé de réaliser deux tapisseries métalliques suspendues. Lors de l'édition 2007, il expose ses œuvres au Palazzo Fortuny qui consiste en des murs nouvellement construits pour lui permettre d'exposer trois tentures métalliques intitulées « Dusasa ». Chaque œuvre d'art montre différentes textures et couleurs, y compris les ors, les rouges et les noirs. La façon dont les bouchons de bouteilles étaient drapés sur les tentures crée une sensation de douceur qui la distinguait des autres œuvres de la galerie. Le conservateur d'art de la Biennale, Robert Storr, mentionne que la série de l'artiste « remonte à toute une série de choses dans la période d'après-guerre — elle a une sorte d'exaltation que je n'ai jamais vue auparavant ». Au cours de cette projection vénitienne, El Anatsui a voulu créer conceptuellement une nouvelle expérience pour ses téléspectateurs. Il croit que « la vie humaine n'est pas quelque chose qui est coupée et séchée. C'est quelque chose qui est constamment dans un état de changement ». À ce stade, il commence à désigner ses ouvrages en métal comme des tentures au lieu de « tissus ».
Il continue de tenir des expositions importantes à l'étranger, notamment au Fowler Museum at UCLA (en) (2007), au Metropolitan Museum of Art (2008–2009) et à la Rice University Art Gallery de Houston en 2010.
Cette même année, une rétrospective de 2010 de son œuvre, intitulée « When I Last Wrote to You About Africa », a été organisée par l'Africa Center (New York) et inaugurée au Musée royal de l'Ontario, à Toronto. Il continue à exposer aux États-Unis, notamment au Clark Art Institute (2011) et au Brooklyn Museum (2013), avec « Gravity and Grace ».
Une étude couvrant toute sa carrière, organisée par Okwui Enwezor et Chika Okeke-Agulu (en) et intitulée Triumphant Scale a attiré des foules record lors de son ouverture, en mars 2019 à la Haus der Kunst de Munich. De là, l'exposition s'est rendue au Mathaf: Arab Museum of Modern Art, à Doha (2019) et au musée des Beaux-Arts de Berne en 2020.
En 2021, le palais de la Cité de Paris organise En quête de liberté, Carte blanche à El Anatsui.

### Autres activités
Anatsui a été choisi membre du conseil mondial d'InSEA (Société internationale de l'éducation à travers l'art) en 1992 pour son travail dans le domaine de l'éducation. Finalement, en 2001 il bénéficiait du titre du boursier à Civitella Ranieri Foundation (communauté artistique située dans un château datant du XVe siècle dans la région d'Ombrie en Italie),.

## Conservation
Ces réalisations sont également dans les collections publiques du Museum of Modern Art à New York, au musée d'art du comté de Los Angeles, au musée d'art d'Indianapolis, au British Museum à Londres et au Centre Pompidou à Paris.

## Distinctions
En 1968, Anatsui a obtenu une mention honorable à la Première Compétition Nationale de l'Art de Ghana en tant qu'étudiant du premier cycle. L'année suivante il a reçu le prix du Meilleur Étudiant au Collège des arts à Kumasi, GhanaAnatsui a été choisi membre du conseil mondial d'InSEA (Société internationale de l'éducation à travers l'art) en 1992 pour son travail dans le domaine de l'éducation. Finalement, en 2001 il bénéficiait du titre du boursier à Civitella Ranieri Foundation (communauté artistique située dans un château datant du XVe siècle dans la région d'Ombrie en Italie),.
En 1983 il a gagné une commission pour deux larges sculptures publiques faites du ciment revêtu du terrazzo au Campus Nsukka.
En 1990, Anatsui a été invité à un show "5 artistes africains contemporains" de la 44e édition de la Biennale annuelle à Venice, où il a obtenu une mention spéciale. En 2015, la Biennale de Venise a décerné le Lion d'or à Anatsui pour l'ensemble de son œuvre (prix du couronnement d’une carrière),. En 2017 Anatsui a obtenu le prix Praemium Imperiale. Il était le premier Ghanéen à remporter ce prix artistique international,,.
- 2009 : Prix du Prince Claus dans le thème "Culture et Nature"
- 2015 : Lion d'Or de la Biennale de Venise[32]
- 2016 : Doctorat honoris causa de l'Université Harvard[33]
- 2017 : Praemium Imperiale en sculpture